# CADPAT

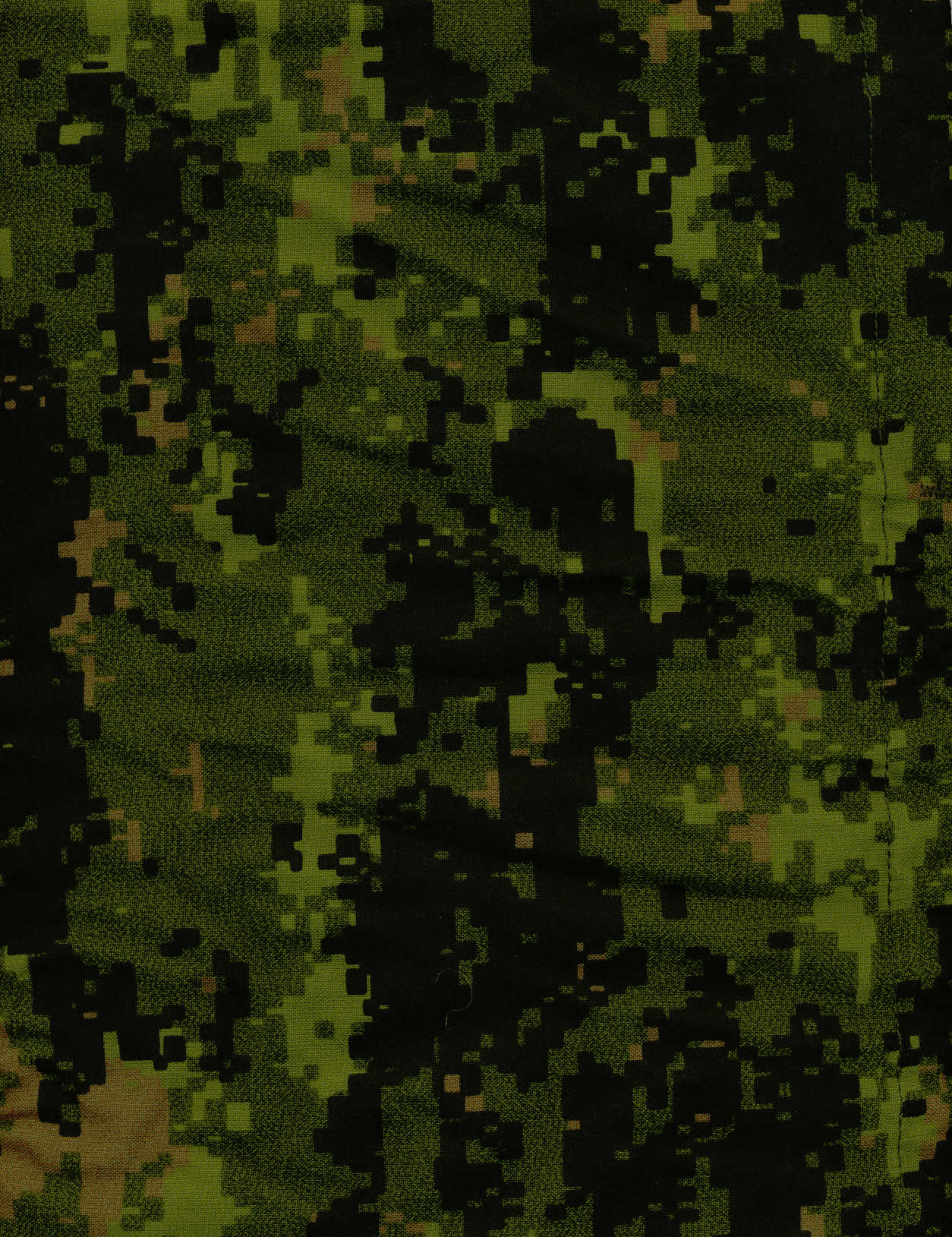
Padrão digital desenvolvido pelas forças canadenses.

CAnadian Disruptive PATtern (CADPAT) é o padrão de camuflagem digital usado atualmente pelas Forças Armadas do Canadá. Foi o primeiro padrão digital introduzido.